# 水前寺公園停留場

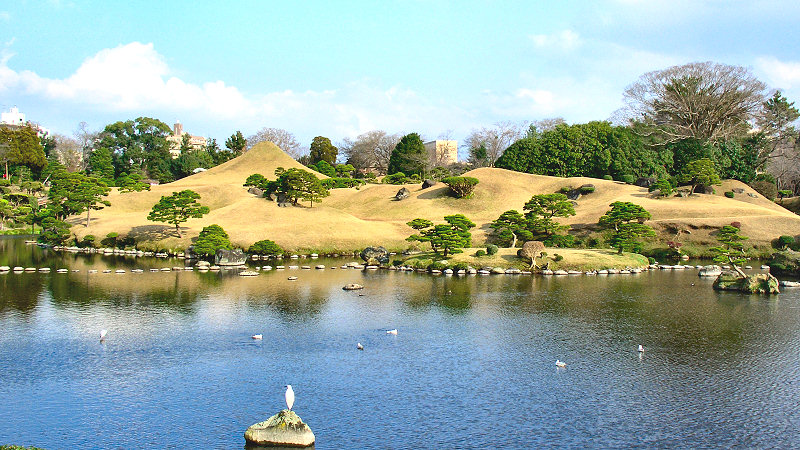
水前寺成趣園

水前寺公園停留場（日语：／ Suizenji Kōen teiryūjō */?），又稱水前寺公園電車站，是位於熊本縣熊本市中央區水前寺公園和出水一丁目，熊本市交通局（熊本市電）水前寺線和健軍線的電車站。車站編號為18。A系統和B系統停靠此站。水前寺公園最近此電車站（200米距離）。

## 歷史
- 1924年（大正13年）8月1日 - 水前寺線 水道町至水前寺之間開通，於「水前寺成趣園」入口前的第一代水前寺電車站啟用。
- 1945年（昭和20年）5月6日 - 健軍線開通，電車站遷移至現地。
- 日期不詳 - 電車站改名為水前寺公園停留場。

## 電車站構造
此電車站設有2面2線的相對式低地台月台。月台與路邊行人路之間設有行人過路處。

### 運行系統
在電車路線上，此電車站是水前寺線和健軍線電車站之一。在運行路線上，■A系統和■B系統會駛入此站。
| 月台 | 路線           | 上下行 | 方向                                               |
| ---- | -------------- | ------ | -------------------------------------------------- |
| 西邊 | ■A系統         | 上行   | 新水前寺站、通町筋、辛島町、熊本站、田崎橋方向     |
| 西邊 | ■B系統         | 上行   | 新水前寺站、通町筋、辛島町、本妙寺入口、上熊本方向 |
| 東側 | ■A系統、■B系統 | 下行   | 動植物園入口、健軍町方向                           |

## 使用狀況
| 1日上下車人次變化 | 1日上下車人次變化 |
| 年度              | 1日平均人次       |
| ----------------- | ----------------- |
| 2011年            | 1,280             |
| 2012年            | 1,163             |
| 2013年            | 1,129             |
| 2014年            | 1,379             |
| 2015年            | 1,510             |

## 電車站周邊
電車站北邊為觀光客而設的商店，南邊是為居民而設的商店和住宅區。
- 水前寺成趣園（國家指定名勝和史蹟、水前寺公園）
- 出水神社（於水前寺成趣園內）
- 出水親睦通（商店街）
- 熊本東警署（日语：熊本東警察署）水前寺公園交番
- 熊本國府高等學校（日语：熊本国府高等学校）
- 熊本市立出水小學（日语：熊本市立出水小学校）
- 水前寺共濟會館Gracia
- 九州紀念醫院
- 天理教熊本教務分廳
- 九州勞動金庫（日语：九州労働金庫）熊本分店
- Growthn Dream（日语：グロースンドリーム）總部
- 水前寺廢寺蹟（熊本市指定史蹟）

## 巴士路線

### 水前寺公園前縣立圖書館入口
一般巴士路線
- 產交巴士（日语：九州産交バス） - 東4、5、7、8、縣14～18、20、21、24、25、西4、6、7、10、12、野3、6、川1、11、京4系統 - 前往櫻町巴士總站（日语：熊本桜町バスターミナル）、熊本站、西部車廠（日语：九州産交バス熊本営業所）
- 熊本巴士（日语：熊本バス） - 東11、縣26～28、川1系統
- 熊本電鐵巴士 - 県33～35系統、北1、5、9系統（班次較少。只於平日早上通勤時段行走，櫻町巴士總站方向不停站）
- 熊本都市巴士（日语：熊本都市バス） - 縣1～3、5～7、11、12、東3、站5、上1、京1系統

高速巴士（巴士站名為「水前寺公園前」）
- 前往福岡（博多站（日语：博多バスターミナル）、天神、福岡機場)：日之國號（日语：ひのくに号） - 與西日本鐵道聯營，座位定員制
  - 經植木交匯處（日语：植木インターチェンジ）：經熊本交匯處（日语：熊本インターチェンジ）、植木交匯處、廣川、筑紫野前往博多站、天神
  - 各停：經熊本交匯處前往福岡機場
- 前往北九州（小倉站、砂津（日语：砂津バスセンター））：銀杏號（日语：ぎんなん号）
- 前往長崎(長崎站、中央橋)：龍膽號（日语：りんどう号） - 與長崎縣營巴士（長崎縣交通局（日语：長崎県交通局））聯營，座位指定制
- 前往佐世保(佐世保巴士中心（日语：佐世保バスセンター）、豪斯登堡)：西海號（日语：さいかい号） - 與西肥巴士（日语：西肥自動車）聯營
- 前往宮崎(宮交City（日语：宮交シティ）、宮崎站)：南風號（日语：なんぷう号） - 與宮崎交通（日语：宮崎交通）聯營，座位指定制
- 前往鹿兒島(鹿兒島中央站、鹿兒島本港（日语：鹿児島港）)：霧島號（日语：きりしま号） - 與鹿兒島交通（日语：鹿児島交通）、南國交通（日语：南国交通）聯營，座位指定制
- 前往大分(時葉（日语：トキハ本店）前、縣立正門前（日语：大分県庁）)：山彥號（日语：やまびこ号 (特急バス)） - 與大分巴士（日语：大分バス）聯營，座位定員制
- 前往延岡(延岡站前巴士中心（日语：延岡駅前バスセンター）)：高千穗號（日语：たかちほ号） - 與宮崎交通聯營，座位指定制
- 前往人吉(人吉營業所（日语：産交バス人吉営業所）、多良木站)：人吉號（日语：ひとよし号） - 與宮崎交通聯營，座位定員制

聯絡（快速）巴士（巴士站名為「水前寺公園前」）
- 熊本機場利木津巴士（日语：九州産交バス熊本営業所#空港バス・快速バス）（AM系統）
- 經熊本機場前往高森中央（日语：産交バス高森営業所）：隆盛號（日语：たかもり号）（TM系統）

### 水前寺公園前
巴士站位於出水親睦通一方。
- 熊本巴士 - 東2、9系統
- 熊本都市巴士 - 東1、南1、子2、子3系統

## 相鄰電車站
熊本市交通局
■A系統、■B系統（水前寺線、健軍線）
（水前寺線）國府（17）－水前寺公園（18）－（健軍線）市立體育館前（19）

## 注腳
1. ↑  国土数値情報(駅別乗降客数データ)  （页面存档备份，存于）（日語） - 國土交通省，2018年3月27日參閲

## 外部連結
- 熊本市交通局 （页面存档备份，存于）（日語）